# Terque
Terque és una localitat de la província d'Almeria. L'any 2005 tenia 464 habitants. La seva extensió superficial és de 16 km² i té una densitat de 29,0 hab/km². Les seves coordenades geogràfiques són 36° 59′ N, 2° 35′ O. Està situada a una altitud de 300 metres i a 27 quilòmetres de la capital de la província, Almeria.

## Demografia
| 1996 | 1998 | 1999 | 2000 | 2001 | 2002 | 2003 | 2004 | 2005 | 2006 |
| ---- | ---- | ---- | ---- | ---- | ---- | ---- | ---- | ---- | ---- |
| 444  | 430  | 421  | 430  | 456  | 463  | 470  | 457  | 464  | 440  |